# Yappar River
Der Yappar River ist ein Fluss im Norden des australischen Bundesstaates Queensland.

## Geographie

### Flusslauf
Der Fluss entspringt an den Südwesthängen der Gregory Range, etwa 90 Kilometer südlich von Georgetown. Von dort fließt er nach Nordwesten und mündet rund 75 Kilometer südlich von Normanton in den Norman River.

### Nebenflüsse mit Mündungshöhen
Nebenflüsse des Yappar River sind:
- Boundary Creek – 249 m
- Redbank Creek – 217 m
- Pint Pot Creek – 213 m
- Bullhole Creek – 206 m
- Sixteen Mile Creek – 199 m
- Esmeralda Creek – 166 m
- Boomerang Creek – 147 m